# SAKIKO'S CAFE
『SAKIKO'S CAFE』（サキコズ・カフェ）は、2005年10月9日から2008年9月28日まで山形放送（YBCラジオ）で放送されていたラジオ番組である。

## 番組内容
当時YBCのアナウンサーだった長澤紗希子がパーソナリティを務めていた番組で、長澤が紹介するおすすめ映画情報のコーナー、できたてスイーツの情報コーナー、英会話レッスンのコーナーを中心に構成されていた。

## 放送時間
いずれも日本標準時。
- 日曜 16:00 - 16:30 （2005年10月9日 - 2006年3月26日）
- 日曜 17:00 - 17:20 （2006年4月2日 - 2008年9月28日） - 17時台への移動とともに10分縮小。